# Марк Цецилій Метелл
Марк Цецилій Метелл (155/157 — після 111 р. до н. е.) — політичний, державний та військовий діяч Римської республіки, консул 115 року до н. е.

## Життєпис
Походив з роду нобілів Цециліїв. Син Квінта Цецилія Метелла Македонського, консула 143 року до н. е. 
У 127 році до н. е. Марк Цецилій став монетарієм. У 118 році до н. е. обрано претором. У 115 році до н. е. його обрано консулом разом з Марком Емілієм Скавром. Як проконсульство отримав Сардинію та Корсику, якою керував у 114—113 роках до н. е., в ході чого придушив повстання сардів, а у 111 році відсвяткував над ними тріумф. Слідом відбудував Храм Великої Матері після пожежі.